# Mussy-la-Ville
Mussy-la-Ville (en luxemburgués: Missech/Misseg, en alemán Mutzich) es una sección de la comuna belga de Musson ubicada en la región Valona en la provincia de Luxemburgo.
Era un municipio por derecho propio antes de la fusión de los municipios en 1977.

## Geografía
Situado a unos diez kilómetros al este de Virton, el pueblo forma parte de Gaume, una subregión cultural donde la lengua vernácula es Gaumés. Se encuentra dos kilómetros al norte de la frontera francesa, el departamento de Meurthe-et-Moselle y la región de Lorena.

## Toponimia
Mussy-la-Ville se llamaba Mutzich en 1470.

## Historia

### Primera Guerra Mundial
El 22 de agosto de 1914, unidades del Ejército Imperial Alemán (probablemente el 123.º, 1234.º, 120.º y 127.º IR) ejecutaron a 13 civiles y destruyeron 55 casas, durante las atrocidades alemanas cometidas al inicio de la invasión. El párroco Jean-Vital Alexandre fue ejecutado por los alemanes el 25 de agosto de 1914 en Tellancourt.

## Instituciones educativas
- École libre Saint-Pierre de Mussy-la-ville[4] / École Communale de Mussy-la-ville

## Ciudadanos destacados
- Étienne Lenoir (1822-1900), diseñador de uno de los primeros motores de combustión interna, nació en una pequeña casa de la calle principal.
- Jean-Vital Alexandre (1868-1914), sacerdote de Mussy-la-Ville, fue ejecutado por los alemanes en 1914.
- Saule (1977-?), cantante, vive en el pueblo.